# Rudolph von Delbrück
Martin Friedrich Rudolph von Delbrück, född 16 april 1817 i Berlin, död där 1 februari 1903, var en tysk politiker. Han var farbror till Berthold Delbrück.
Delbrück studerade juridik i Halle an der Saale, Bonn och Berlin och inträdde 1842 som extra ordinarie tjänsteman i preussiska finansministeriet samt blev 1848 ministerialdirektor och chef för handelsavdelningen i preussiska handelsministeriet. År 1853 ledde han de underhandlingar, vilka – i strid med Österrikes önskan – hade till följd, att ett tullföreningsfördrag på tolv år avslöts mellan de tyska staterna.
Det handelsfördrag som Preussen 1862 slöt med Frankrike och vilket tullföreningens alla stater samma år biträdde, var huvudsakligen ett resultat av Delbrücks arbete. År 1867 utnämndes han till president i Nordtyska förbundets kanslersämbete. I denna egenskap och som förbundskanslerns ställföreträdare i kansliet och i riksdagen hade han stort inflytande vid Otto von Bismarcks sida och fortsatte med detta efter att det Tyska riket hade bildats. 
Delbrück bidrog starkt till den tyska enheten som sändebud till de sydtyska hoven hösten 1870 och fick senare en dotation på 200 000 taler för sitt bidrag till rikets grundande. Delbrück, som även bidrog mycket till Tysklands ekonomiska utveckling, lämnade sina ämbeten 1876. Som ledamot av tyska riksdagen 1878–1881 försvarade han en liberal tull- och handelspolitik mot de protektionistiska grundsatser, som Bismarck, hans tidigare allierade på den ekonomiska lagstiftningens område, då med iver förfäktade. Delbrücks Lebenserinnerungen 1817–1867 utgavs 1905.